# Sintasjta
Sintasjta (Russisch: Синташта) is een versterkte bronstijd-nederzetting in de zuidelijke Oeral, gedateerd op ca. 2000–1600 v.Chr. Hij werd opgegraven tussen 1968 en 1986 en gaf zijn naam aan de Sintasjtacultuur, deel van het Andronovo-complex. De vindplaats is gelegen in de Russische oblast Tsjeljabinsk.
De nederzetting lijkt qua vorm en omvang op de nabijgelegen vindplaats van Arkaim, maar de laatste is veel beter geconserveerd. Het belangrijkste kenmerk van Sintasjta is de gesloten versterking bestaande uit wallen en greppels en een omheining of muur van in de zon gebakken klei en hout. De versterkte plaats omsloot tussen de 6000 en 30.000 m². Torens bewaakten de ingangen. De huizen waren rechthoekig van vorm met een oppervlakte tussen 25 en 130 m². Er zijn ook ovens voor metaalbewerking.
De begrafenis van paarden in Sintasjta is bijzonder opmerkelijk: hun benen zijn zo geplaatst dat het lijkt alsof ze rennen. Het lijkt erop dat dit de cultuur is waar de vroegste strijdwagengraven te vinden zijn, ca. 2000 v.Chr.

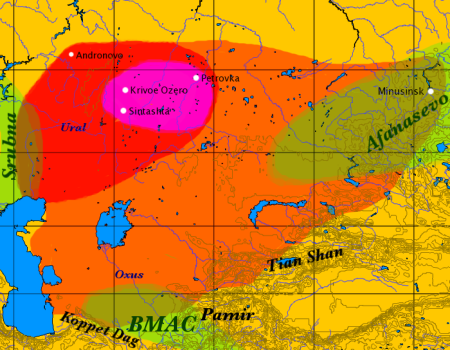
Sintasjta-Petrovka-Arkaim cultuur
vondsten van de vroegste strijdwagens met spaken
Andronovocultuur

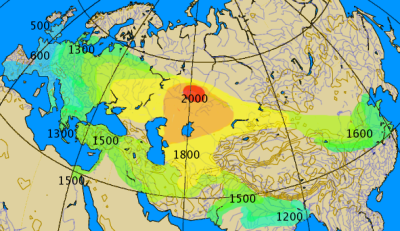
Verspreiding van de strijdwagen;
Sintasjtacultuur
Andronovocultuur